# Мартін Купер
Мартін Купер (англ. Martin Cooper; нар. 26 грудня 1928, Чикаго, Іллінойс, США) — американський інженер та фізик, член Національної інженерної академії США, здійснив перший дзвінок по мобільному телефону.
Купер є співзасновником численних успішних компаній зв'язку разом зі своєю дружиною та діловим партнером, Арлін Гарріс.

## Життєпис
Народився Мартін Купер 1928 року в Чикаго (США) у сім'ї єврейських емігрантів із України, які до того жили в містечку під Києвом. Дитинство Купера припало на роки Великої Депресії.
У 1950 році отримав диплом Іллінойського технологічного інституту, став інженером-електротехніком.
Служив в ВМС США офіцером на підводному човні на  Гаваях. Після  Корейської війни Мартін працював у «Western Electric» над створенням телетайпа. З 1954 року — в компанії «Motorola» старшим інженером-розробником у групі мобільного обладнання, водночас продовжуючи навчання. В Іллінойському технологічному інституті він здобув ступінь магістра з електротехніки. До початку 1970-х років Купер очолював підрозділ систем зв'язку компанії «Motorola».

## Перші ідеї мобільного зв'язку
Вперше ідея стільникового зв'язку виникла році в 1946-му чи 1947-му. Співробітник «Bell Laboratories» (на той час дослідницький підрозділ компаній «AT&T» і «Western Electric») Рейд написав доповідну записку, де виклав можливі способи побудови стільникових мереж. Автором роботи і найвидатнішого патенту в області стільникового зв'язку став фахівець тієї ж компанії Амос Джоель (Amos Joel), тобто винахід стільникового зв'язку, сама концепція сот (базових станцій), належить «Bell Labs».
Працюючи в компанії «Motorola», Купер займався вдосконаленням автомобільної радіотелефонної мережі. На початку 1970-х Купер зайняв пост керівника відділу, відповідального за автомобільну телефонію. Саме тоді Купер висловив ідею, що розмір мобільного телефона потрібно зменшити до такого, щоб люди могли носити його з собою в руці. Проблему конфлікту близьких по частотах каналів, а також полегшення конструкції намагалися вирішити кілька фірм, але на початок 70-х років XX століття ніхто в цьому не досяг успіху.

## Перший дзвінок зі стільникового телефона (3 квітня 1973)

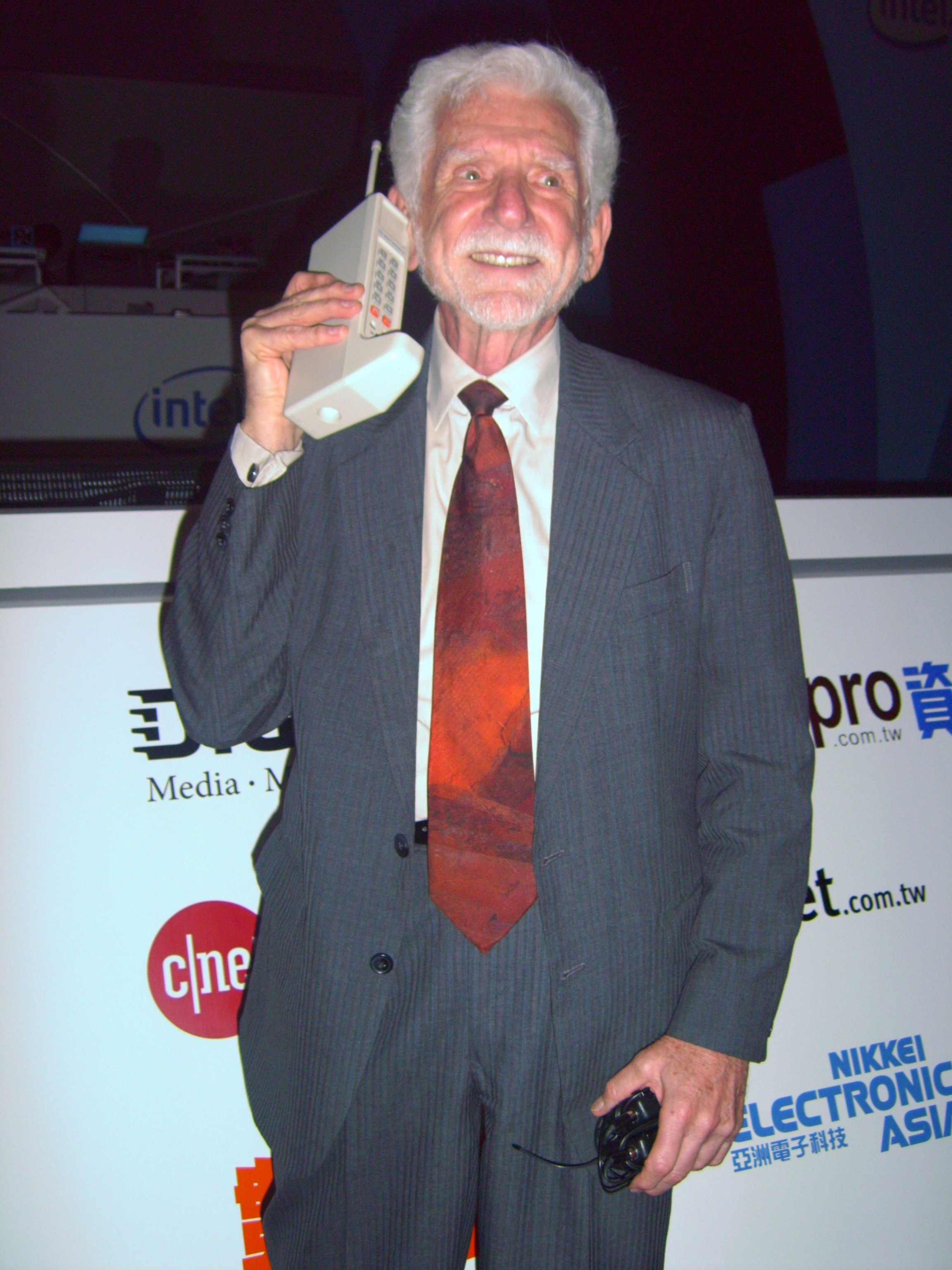
Мартін Купер в 2007 році. В руках одна з перших моделей стільникового телефону.

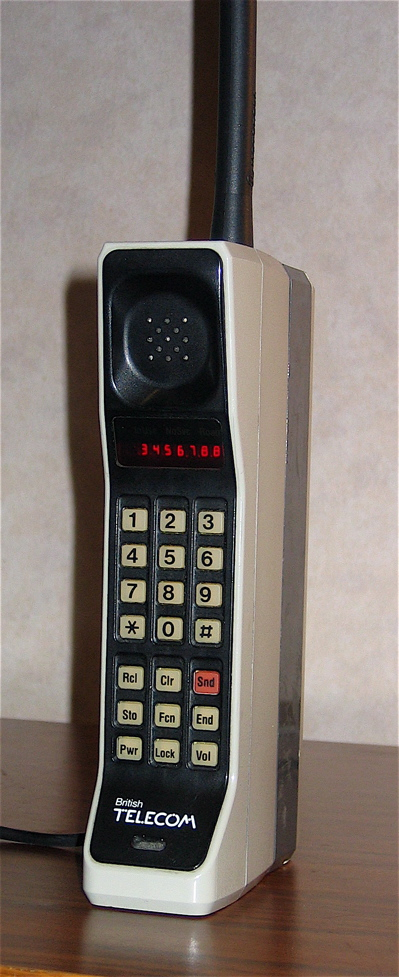
Motorola DynaTAC

Початок нової епохи в галузі телекомунікацій було покладено 3 квітня 1973 року в компанії «Motorola», коли Мартін Купер (Martin Cooper) здійснив перший в історії дзвінок по стільниковому телефону. Стоячи навпроти готелю «Гілтон» на Шостій авеню в Нью-Йорку, Купер подзвонив голові дослідницького відділу компанії Bell Laboratories Джоелу Енгелю, що знаходився на прес-конференції в будівлі готелю. Цей телефонний дзвінок зробив революцію в сфері мобільних комунікацій, закріпивши за Купером звання батька мобільного телефону. Телефон мав назву «DynaTAC 8000X», вага його становила 1,15 кілограма, а довжина — 22 з половиною сантиметри, акумулятора вистачало лише на 20 хвилин розмови. Мартін Купер згодом згадував: 
| «Не пам'ятаю, що він тоді відповів, але, знаєте, мені здалося, що я чув, як скриплять його зуби»[7]. |
Пізніше Річард Френкель (Richard Frenkiel), глава відділу системних розробок Bell Laboratories, сказав про Dyna-Tac.

| «Це був справжній тріумф. На той момент ми використовували в машинах 14-кілограмові телефони. Їх здатність вмістити все необхідне в 1 кг була великим проривом». |
На розробку першої моделі стільникового телефону компанія «Motorola» витратила 15 років і 90 мільйонів доларів.
Мобільний телефон моделі «DynaTAC», важив 1,15 кг, був розмірами 22,5х12,5х3,75 см, у ньому було 2 тисячі деталей. Заряду акумулятора вистачало на 20 хвилин розмови. Перший комерційний стільниковий телефон компанії Motorola з'явився на ринку тільки через 10 років — 6 березня 1983, він важив менше прототипу (800 г) і продавався за $ 3500.
Мартін Купер, після винаходу мобільного телефону сказав: 
| «Зараз змінилася ідея телефонного дзвінка. Раніше ви телефонували у певне місце, а тепер - конкретно людині.[9]» |
Сучасний стільниковий зв'язок ґрунтується на двох ключових факторах. По-перше, на повторному використанні (безліч базових станцій дозволяють задіяти одну і ту ж частоту в різних частинах міста, а значить, більш ефективно використовувати діапазон частот). Другий фактор — це хендовер, тобто передача сесії абонента від одної базової станції до іншої без переривання сигналу під час розмови. Обидві концепції були розроблені в Bell Laboratories.

## Подальша кар'єра
За свою довгу кар'єру в компанії «Motorola» Купер встиг попрацювати над кількома новаторськими проєктами, включаючи перші переносні кишенькові рації для поліцейських і пейджингові мережі. Але головним його досягненням залишається телефонна трубка «DynaTAC» вагою 1 кг, що вважається попередницею всіх сучасних «iPhone» та «Android».
Після відходу з Motorola Мартін заснував свою телефонну компанію і незабаром став багатою людиною, а в 1986 разом з партнерами продав компанію за $ 23 000 000, але він і досі пов'язаний зі сферою бездротового зв'язку і входить до Ради з технічних питань Федерального агентства США з комунікацій.
В одному зі своїх інтерв'ю Купер коротко відмітив досягнення мобільного зв'язку за 40 років і зробив спробу спрогнозувати його майбутнє: 
| Протягом останніх 40 років ми кожні 2,5 роки подвоювали продуктивність мережі, тобто здатність передавати інформацію через певні діапазони радіочастот. Протягом останніх ста років, відтоді, як Марконі вперше здійснив трансатлантичну бездротову передачу даних, пропускна здатність мережі, тобто кількість біт, переданих через обмежену частину діапазону, подвоювалася кожні 2,5 роки. Виходить, що продуктивність мережі виросла приблизно в 10 трильйонів разів. Те ж саме буде відбуватися в майбутньому. За допомогою бездротового зв'язку та інших технологій ми докорінно змінимо систему охорони здоров'я, причому ключовим каталізатором перетворень стане саме бездротовий зв'язок. Ми зробимо переворот у системі освіти... Так чи інакше, саме за допомогою подібних пристроїв люди будуть отримувати освіту в майбутньому. Вони навчатимуться у дорозі, а школу стануть відвідувати лише для того, щоб переймати у викладачів досвід навчання і застосування тих самих пристроїв. Все це зробить людей розумнішими і освіченішими. Крім того, ми докорінно змінимо саму концепцію торгівлі. Візьмемо, наприклад, кредитні картки - навіщо вам кілька кредитних карт, якщо можна розплачуватися за допомогою стільникового телефону? Складіть все це разом і додайте інструменти для спільної роботи. Зараз ми з вами просто граємо в іграшки — Twitter, LinkedIn, всі ці соціальні мережі. Як тільки вони стануть основою нашого життя, ми докорінно змінимо і значно покращимо практично все, що робимо. Врешті-решт ми вирішимо проблему бідності в усьому світі. Перерозподіл багатств не допоможе: воно зробить нас ще біднішими. Завдяки ж сучасними технологіями для спільної роботи наша діяльність стане ефективнішою, а в основі спільної роботи лежить, як відомо, бездротовий зв'язок. Коли ми все це задіємо, у нас з'явиться шанс повністю викорінити бідність на нашій планеті. Це займе багато часу, і сам я до цього не доживу. Але важливо зрозуміти суть проблеми, і тоді рано чи пізно це станеться - якщо, звичайно, ми не знищимо себе раніше |

## Нагороди та премії
- Медаль IEEE (1984);
- Премія Принца Астурійського (2009)[11];
- Премія Веббі (2011);
- Вашингтонівська премія (2012);
- Премія Чарльза Старка Дрейпера (2013);
- Рівно через 40 років після події, що ознаменував початок ери портативних мобільних комунікацій, Мартін Купер (Martin Cooper) удостоївся Премії імені винахідника радіозв'язку та нобелівського лауреата Гульєльмо Марконі (Guglielmo Marconi) (2013). Нагороду щорічно присуджує організоване у 1974 р. «Товариство Марконі» одному або кільком ученим та інженерам, які зробили значний внесок у прогрес комунікаційної та інформаційної технологій.

## Мартін Купер та Україна
В Ірпені 2023 року до Дня знань було відкрито Мурал Мартіну Куперу на території Ірпінського ліцею інноваційних технологій ІЛІТ. Художники Станіслав Ведиборець та Катерина Ведмідь протягом трьох днів створили мурал і віддали належну повагу цій важливій події в історії розвитку інформаційних технологій. Мартін Купер - американський інженер, який у 1973 році здійснив перший в світі дзвінок по мобільному телефону. Інженер з українським корінням, Мартін Купер, чудово ознайомлений з містом Ірпінь, адже його батько народився та проживав у районі міста під назвою Северинівка. З початком вторгнення Росії, науковець висловив свою підтримку Україні та Ірпінській громаді. У вересні 2022 року Мартін поспілкувався з українськими учнями ІЛІТ про сучасні технології та отримав пам'ятні подарунки від Ірпінської міської ради. Мурал Мартіну Куперу було відкрито за ініціативи письменника та громадського діяча Петра Щербини.
Адреса: Київська область, місто Ірпінь, вулиця Зої Алієвої 61/1.